# 조한혜정
조한혜정(趙韓惠貞, 1948년 10월 25일 ~ )은 대한민국의 교수이자 저술가, 사회 활동가이다. 부산광역시에서 태어났으며, 전산학자인 전길남과 결혼하였다.

## 학력
- 연세대학교 사학과 학사
- 미주리대학교컬럼비아교대학원 인류학 석사
- UCLA대학원 인류학 박사

## 경력
- 연세대학교 사회과학대학 문화인류학과 교수
- 환경운동연합 공동대표
- 일본 동경대학교 교육대학원 학교개발 임상연구센터 방문교수
- 미국 캘리포니아대학교 산타크루스캠퍼스 문화학센터 방문교수
- 연세대학교 교원인사위원회 위원
- 연세대학교 여성인력개발연구원 자문위원
- 연세대학교 사회학과 학과장
- 연세대학교 문화학 협동과정 책임교수
- 서울시립 청소년 직업체험센터 센터장
- 연세대학교 청년문화원 원장
- 연세대학교 여성연구소 소장
- 일본 동경도립대학교 인문학부 객원교수
- 미국 스탠퍼드대학교 인류학과 객원교수
- 연세대학교 사회학과 학과장
- 연세대학교 사회학과 교수
- 영국 케임브리지대학교 사회인류학과 객원교수
- 연세대학교 사회학과 부교수
- 연세대학교 사회학과 조교수

## 저서
- 《글 읽기와 삶 읽기 1》(또하나의문화, 1995년) ISBN 8985635026
- 《글 읽기와 삶 읽기 2》(또하나의문화, 1994년) ISBN 8985635034
- 《글 읽기와 삶 읽기 3》(또하나의문화, 2002년) ISBN 8985635042
- 《학교를 찾는 아이 아이를 찾는 사회》(또하나의문화, 2000년) ISBN 8985635433

## 공저
- 지승호·김미화·김어준·김혜남·우석훈·장하준·조한혜정·진중권·김영희. 《쉘 위 토크》. 시대의창. 2010년. ISBN 9788959401765
- 박경철·조한혜정·안철수·홍기빈·이선재. 《누구도 대답하지 않았던 나눔에 관한 열 가지 질문》. 김영사. 2011년 ISBN 9788934955863